# Prieuré Saint-Hilaire de Commagny
Le prieuré Saint-Hilaire, dit aussi prieuré de Commagny, est un prieuré médiéval situé à Moulins-Engilbert, au hameau de Commagny, dans le département français de la Nièvre.

## Description
Le prieuré de Commagny, installé sur le bord d’un petit plateau calcaire à 2,1 km au sud-ouest du château et du village de Moulins-Engilbert. Il se compose d'une église priorale dédiée à Saint-Laurent dont l'une des chapelles attenantes est dédiée à Saint-Gervais et à Saint-Protais. Le bras nord du transept est prolongé par un bâtiment médiéval conventuel où logeait notamment le prieur. Juste à l'ouest de ce dernier, bordant le portail de l'église priorale, se tient le cimetière toujours en activité. Au sud du portail se trouve un second bâtiment dont la destination n'est plus connue aujourd'hui.

## Historique
Construit au début du XIIe siècle, il est un chef lieu de paroisse et de commune jusqu'au XIXe siècle. Le prieuré fut vendu comme bien national à la Révolution. La commune a vraisemblablement été rattachée une première fois à celle de Moulins-Engilbert le 16 mai 1794 / 27 floréal an II par décret, puis réunie définitivement en 1841.
La première mention de Commagny apparaît en 1161 dans une lettre de l'évêque de Nevers, énumérant les églises de son diocèse dépendantes de l'abbaye de Saint-Martin d'Autun : Colmaniacum.
Lettre qui fut suivie d’une confirmation par le pape Alexandre III dans une bulle de 1164 : ecclesiam de Colmaniaco.
Trois ans plus tard, est mentionné le prieuré dans un anniversaire fondé en l’église de Saint-Martin-les-Autun, à la charge de l’abbé.
Commagniacum en 1180.
En 1287 : Comeign[iacum].
Par la suite, on retrouve le prieuré de Commagny et sa communauté dans un échange de terres avec l’abbaye de Bellevaux, en 1289, située sur la commune de Limanton, en fond de vallée, à proximité de la route menant de Moulins-Engilbert à Châtillon-en-Bazois.
La suite de l’histoire du prieuré est assez discrète. Il refait surface au XVe siècle avec une école où vont les enfants des personnages les plus notables des environs.
En 1399 : Commaigniaco.
En 1770, le prieuré est déjà affermé à Nicolas Alloury qui le 1er juillet 1770 vend à Messire Jean-Marie Sallonnyier de Montbaron les fontaines dites Bains de Saint-Honoré qu'il détient du Prieuré Saint-Honorat de Saint-Honoré-les-Bains.
Vendu comme biens nationaux de 1790 à l'an XII

## Monument historique
L'ensemble du prieuré fait l’objet d’une inscription au titre des monuments historiques depuis le 14 mai 1927.
L'ancienne église, quant à elle, fait l’objet d’un classement au titre des monuments historiques depuis le 28 avril 1930.

## Prieurs
(liste non exhaustive)
- S - D   - de La Boutière
- 1500 av - Jean de Salazar, (+ 1518),  deviendra abbé de l'abbaye Saint-Martin d'Autun, à la suite de son oncle Tristan de Salazar.
- 1616 - Nicolas de Chandon, doyen de l'église Saint-Vincent de Mâcon, prieur du Prieuré Saint-Hilaire de Commagny et du Prieuré Saint-Honorat de Saint-Honoré-les-Bains.